# Kisunyom
Kisunyom es un pueblo ubicado en el distrito de Szombathely, condado de Vas, Hungría.

## Superficie
Posee una superficie de 10,0 kilómetros cuadrados.

## Demografía
Hasta 2022 la población era de 459 habitantes, con una densidad de población de 45,90 habitantes por kilómetro cuadrado.